# パレストロ駅
パレストロ (Palestro) は、ミラノ地下鉄M1線 （赤色）の駅である。1964年に完成した。
駅はミラノのコムーネ内、パレストロ通りの端にあたるヴェネツィア通りにある。地下駅である。
駅はミラノ地下鉄の市内区間にある。